# Ромуалдо Пачеко
Хозе Антонио Ромуалдо Пачеко Млађи (енгл. José Antonio Romualdo Pacheco, Jr.; 31. октобар 1831 — 23. јануар 1899) био је амерички политичар и дипломата шпанског порекла. Бавио се политиком на нивоу Калифорније и на савезном нивоу, и био на разним положајима током своје каријере која је трајала дуже од тридесет година. Између осталог је био биран у Државни сенат Калифорније, био је 12. гувернер Калифорније, и имао је три мандата у Представничком дому. Пачеко је и даље једини хиспано или латино гувернер у историји Калифорније, откад је она у саставу Сједињених Држава. Такође је био и први гувернер који је рођен у Калифорнији, и једини који је рођен у Калифорнији пре него што је она постала савезна држава. Пачеко је представљао Калифорнију у Представничком дому од 4. марта 1877. до 7. фебруара 1878, и од 4. марта 1879. до 3. марта 1883. Био је први хиспано представник из неке савезне државе; неколико других су претходно служили као делегати из територија, али такви делегати нису имали пуна гласачка права.